# 스체판 2세 (크로아티아)
스체판 2세(크로아티아어: Stjepan II, 생년 미상 ~ 1091년)는 크로아티아의 국왕(재위: 1089년 ~ 1091년)으로 중세 크로아티아 왕국의 최후의 군주이다. 트르피미로비치 왕조(Trpimirović)의 스베토슬라비치(Svetoslavić) 분파 출신이다.

## 생애
페타르 크레시미르 4세 국왕의 남동생인 고이슬라브 2세(Gojslav II)의 아들로 태어났으며 1066년경에 페타르 크레시미르 4세의 뒤를 이어 크로아티아의 공작을 역임했다. 원래는 페타르 크레시미르 4세의 뒤를 이어 크로아티아의 즉위할 예정이었지만 1075년에 드미타르 즈보니미르 국왕에게 슬라보니아 지방에서 금지되었던 국왕이라는 칭호를 수여한 사람들과 성직자들에 의해 제외되었다.
스체판 2세는 스플리트 인근 수스티판반도(Sustipan)에 위치한 성 스체판 수도원에 살도록 강요받았는데 질병으로 인해 수도원 생활을 한 것으로 추정된다. 스체판 2세는 1078년에 집필한 헌장을 통해 "한때 크로아티아의 왕자였던 나, 스체판은 나쁜 병으로 황폐해진 상황인데 크로아티아 왕국의 명예로운 사제들에게 내 죄에 대한 해결책을 찾아달 것을 부탁한다. 나는 그들의 충고를 들으면서 주의를 기울였고 나를 성 스체판 수도원으로 데려가게 했다. 여기서 나는 모든 영예에서 벗어났고 수도원 지도자들에게 기도 도중에 자신을 언급할 것을 권하면서 붙잡기를 선택했다."고 밝혔다.
1089년에 드미타르 즈보니미르의 뒤를 이어 크로아티아의 국왕으로 즉위했지만 고령과 건강 악화에 시달렸기 때문에 귀족들과 성직자들이 국왕을 대신해서 국정을 수행했다. 1091년에 스체판 2세가 왕위 계승자 없이 사망하면서 크로아티아는 계속되는 내전과 혼란에 빠지게 된다. 1093년에는 페타르 스바치치가 크로아티아의 영주들에 의해 크로아티아의 명목상 국왕으로 선출되었지만 1097년에 일어난 그보즈드산(Gvozd) 전투에서 헝가리의 칼만 국왕에게 패사하고 만다. 1102년 헝가리의 칼만 국왕이 크로아티아와의 동군연합 관계를 수립하면서 중세 크로아티아 왕국의 역사는 막을 내리게 된다.
| 전임 드미타르 즈보니미르 | 크로아티아의 국왕 1089년 ~ 1091년 | 후임 라슬로 |